# Сферопласт

Грамнегативні бактерії, які намагаються рости та ділитися в присутності антибіотиків, що інгібують синтез пептидоглікану (наприклад пеніциліну), не можуть цього зробити, натомість утворюючи сферопласти.

Сферопласт — це мікробна клітина з майже або повністю зруйнованою (редукованою) клітинною стінкою в результаті дії на неї пеніциліну або лізоциму. Найчастіше цей термін використовується для опису грам-негативних бактерій. Згідно з деякими визначеннями, цей термін також охоплює дріжджі. Назва сферопласту походить від його особливої сферичної форми, яка з'являється після того, як клітинна стінка мікроба перетравлюється, змінюючи натяг. Сферопласти є осмотично крихкими та піддаються лізису, якщо їх перенести в гіпотонічний розчин, а тому характеризується поганою стійкістю до змін осмотичного тиску.
У випадку використання терміна для опису грам-негатичних бактерій, він застосовується для характеристики клітин, з яких був видалений пептидоглікановий компонент.

## Формування сферопластів

### Сферопласти індуковані антибіотиками
Деякі антибіотики здатні перетворювати грам-негативних бактерій на сферопласти. До них відносяться інгібітори синтезу пептидоглікану, такі як фосфоміцин, ванкоміцин, моеноміцин, лактивіцин та β-лактамні антибіотики. Антибіотики, що інгібують біохімічні шляхи безпосередньо перед синтезом пептидоглікану також індукують сферопласти (наприклад, фосмідоміцин, фосфоенолпіруват). Крім вище вказаних антибіотиків, інгібітори синтезу білків (наприклад, хлорамфенікол, окситетрациклін, деякі аміноглікозиди) та інгібітори синтезу фолієвої кислоти (приклад, триметоприм, сульфаметоксазол) також викликають утворення сферопластів з грам-негативних бактерій.

### Фермент-індуковані сферопласти
Фермент лізоцим змушує грам-негативні бактерії утворювати сферопласти, але тільки у випадку, якщо для полегшення проходження ферменту через зовнішню мембрану використовується мембранний пермеабілізатор, такий як лактоферин або етилендіамінтетраацетат (EDTA). EDTA діє як стабілізатор проникності, зв'язуючись з двовалентними іонами Ca2+, він видаляє їх із зовнішньої мембрани.
Дріжджі Candida albicans можна перетворити у сферопласти за допомогою ферментів літикази, хітинази та β-глюкуронідази.

## Використання та застосування

### Відкриття антибіотиків
З 1960-х до 1990-х років компанія Merck and Co. використовувала сферопластовий екран, як основний метод для виявлення антибіотиків, що пригнічують біосинтез клітинної стінки. На цьому екрані, розробленому Юджином Дюлейні, бактерії, що росли, піддавалися впливу досліджуваних речовин у гіпертонічних умовах. Інгібітори синтезу клітинної стінки змушували зростаючі бактерії утворювати сферопласти. Цей метод дозволив виявити фосфоміцин, цефаміцин С, тієнаміцин та декілька карбапенемів.

### Patch clamping
Спеціально підготовлені гігантські сферопласти грам-негативних бактерій можна використовувати для вивчення функції бактеріальних іонних каналів за допомогою методики під назвою patch-clamp, яка від початку була розроблена для характеристики поведінки нейронів та інших збудливих клітин. Для утворення гігантських сферопластів бактерії обробляють інгібітором септації (наприклад, цефалексином). Це змушує бактерії утворювати ниткоподібні, подовжені клітини, у яких відсутні внутрішні поперечні стінки. Через деякий час клітинні стінки філаментів перетравлюються, і бактерії руйнуються на дуже великі сфери, що оточені лише їх цитоплазматичною та зовнішньою мембранами. Потім мембрани можуть бути проаналізовані на пристрої для визначення фенотипу вбудованих в них іонних каналів. Також поширено, при експерименті, зустрічається надмірне вираження певного одного каналу, з метою посилення його ефекту та полегшення визначення характеристик.
Методика фіксації гігантських сферопластів E. coli була використана для вивчення нативних механочутливих каналів (MscL, MscS і MscM) E. coli. Його було розширено для вивчення інших гетерологічно експресованих іонних каналів та продемостровано, що гігантський сферопласт E.coli можна використовувати як систему експресії іонних каналів, на рівні з ооцитами Xenopus.

### Лізис клітин
Клітини дріжджів зазвичай захищені товстою клітинною стінкою, що ускладнює вилучення з них клітинних білків. Ферментативне розщеплення клітинної стінки за допомогою зимоліази, з утворенням сферопластів, робить клітини вразливими до легкого лізису за допомогою детергентів або швидких змін осмолярного тиску.

### Трансфекція
Бактеріальні сферопласти з відповідною рекомбінантною ДНК, вставленою в них, можна використовувати для трансфекції клітин тварин. Сферопласти з рекомбінантною ДНК вводяться в середовище, що містить в собі тваринні клітини, та зливаються за допомогою поліетиленгліколю (ПЕГ). При використанні цього методу майже 100 % тваринних клітин можуть поглинати чужорідну ДНК. Після проведення експериментів за модифікованим протоколом Ханахана з використанням хлориду кальцію в E.coli було встановлено, що сферопласти можуть трансформуватися при 4,9x10−4.